# اصغر سمسارزاده
اصغر سمسارزاده (زاده ۱۵ خرداد ۱۳۱۹ در تهران) بازیگر تئاتر، رادیو، سینما، تلویزیون اهل ایران است.

## زندگی
اصغر سمسارزاده از سال ۱۳۴۸ با فیلم آب بازی در فیلم‌های سینمایی را آغاز کرد؛ امّا شهرتش را مدیون سریال مراد برقی، مجموعه تلویزیونی ای با نام تولد خانه‌به‌دوش در ۱۳۵۲، و شخصیت اصغر ترقه است که از او چهره‌ای آشنا و مشهور ساخت.
اصغر سمسارزاده را با نقش‌های کمدی می‌شناسند، اما دوستداران نمایش‌های جدی، حضور او در نمایش‌های غلامحسین ساعدی چون پرواربندان و دیکته و زاویه را نیز به خاطر دارند. اصغر سمسارزاده از بازیگران قدیمی تئاتر، سینما و تلویزیون ایران است که فعالیت‌های هنری خود را با گروه تئاتر اسکار آغاز کرد و چند سال بعد به‌طور حرفه‌ای در گروه داود رشیدی که «تئاتر مردم» نام داشت مشغول شد. این بازیگر قدیمی و نام آشنا در فاصله سال‌های ۱۳۴۸ تا ۱۳۵۶ بیش از ۲۰ فیلم بازی کرد. اما انقلاب و دگرگونی‌های پیش آمده، او را نیز مانند بسیاری به حاشیه راند؛ ولی سمسارزاده ابتدا از طریق حضور در تئاترهای لاله زار و سپس نقش‌های کوچک و بزرگ تلویزیونی و گاه سینمایی کوشید تا در این حیطه فعال باقی بماند. سمسار زاده سالهای پس از انقلاب در برنامه رادیویی صبح جمعه با شما نیز فعالیت داشته‌است.

## فیلم‌شناسی

### سینما
| سال  | فیلم                       | کارگردان        |
| ۱۳۹۸ | برنده‌ها                    | حسن ناظر        |
| ۱۳۹۶ | لازانیا                    | حسین قناعت      |
| ۱۳۹۶ | خالتور                     | آرش معیریان     |
| ۱۳۹۶ | دم‌سرخ‌ها                    | آرش معیریان     |
| ۱۳۹۰ | خوابم می‌آد                 | رضا عطاران      |
| ۱۳۹۰ | فیتیله و ماه پیشونی        | آرش معیریان     |
| ۱۳۹۰ | گشت ارشاد                  | سعید سهیلی      |
| ۱۳۸۴ | چپ دست                     | آرش معیریان     |
| ۱۳۸۳ | شارلاتان                   | آرش معیریان     |
| ۱۳۶۸ | کلاغ                       |                 |
| ۱۳۵۷ | تشنه باران                 | نادر قانع       |
| ۱۳۵۶ | یک اصفهانی در سرزمین هیتلر | نصرت‌الله وحدت   |
| ۱۳۵۵ | پشمالو                     | مهدی فخیم زاده  |
| ۱۳۵۵ | دلقک                       | قدرت‌الله احسانی |
| ۱۳۵۵ | رابطه جوانی                | سیاوش شاکری     |
| ۱۳۵۵ | شوهر جونم عاشق شده         | نصرت‌الله وحدت   |
| ۱۳۵۵ | نقص فنی                    | نصرت‌الله وحدت   |
| ۱۳۵۴ | همسفر                      | مسعود اسدالهی   |
| ۱۳۵۳ | ممل آمریکایی               | شاپور قریب      |
| ۱۳۵۳ | آب                         | حبیب کاوش       |
| ۱۳۵۳ | بزن بریم دزدی              | داریوش کوشان    |
| ۱۳۵۳ | خوشگلا عوضی گرفتین         | خسرو پرویزی     |
| ۱۳۵۳ | شوهر کرایه‌ای               | نصرت‌الله وحدت   |
| ۱۳۵۳ | عروس پابرهنه               | سیامک یاسمی     |
| ۱۳۵۳ | مراد برقی و هفت دخترون     | پرویز کاردان    |
| ۱۳۵۳ | کوثر                       | منوچهر قاسمی    |
| ۱۳۵۲ | هفت دلاور                  | منوچهر قاسمی    |
| ۱۳۵۱ | حسن دینامیت                | مهدی میرصمدزاده |
| ۱۳۴۹ | آقای هالو                  | داریوش مهرجویی  |
| ۱۳۴۹ | تجاوز                      | حمید مصداقی     |
| ۱۳۴۸ | امشب دختری می‌میرد          | مصطفی عالمیان   |
| ---- | -------------------------- | --------------- |

### تلویزیون
- وضعیت زرد ۱ (۱۴۰۰)
- حکایت‌های کمال (۱۳۹۸)
- سرگذشت (۱۳۹۸)
- همسایه‌ها (۱۳۹۵)
- چهار چرخ (۱۳۹۰)
- قصه‌های فلانی (۱۳۷۸)
- نیمه پنهان ماه (۱۳۷۳)
- بعد از خبر (۱۳۷۱)
- سیمای کوچک (۱۳۶۹)
- هزاران برگ و هزار رنگ (۱۳۶۸)
- خانه‌به‌دوش (مراد برقی) (۱۳۵۲)
- آدم و حوا (۱۳۵۰)
- خانه بی‌زن (۱۳۵۵)
- جمعه ایرانی (برنامهٔ رادیویی)

### شبکه نمایش خانگی
| سال  | سریال           | کارگردان         | نقش       | پلتفرم         |
| ۱۴۰۱ | دیو و ماه‌پیشونی | حسین قناعت       |           | فیلیمو، فیلم‌نت |
| ۱۴۰۱ | آنتن            | ابراهیم عامریان  | کلنل      | نماوا          |
| ۱۴۰۱ | شبکه مخفی زنان  | افشین هاشمی      | علی‌قلی‌خان | نماوا          |
| ۱۴۰۰ | جوکر            | سیدحامد میرفتاحی | خودش      | فیلیمو         |
| ---- | --------------- | ---------------- | --------- | -------------- |